# Koning Lear

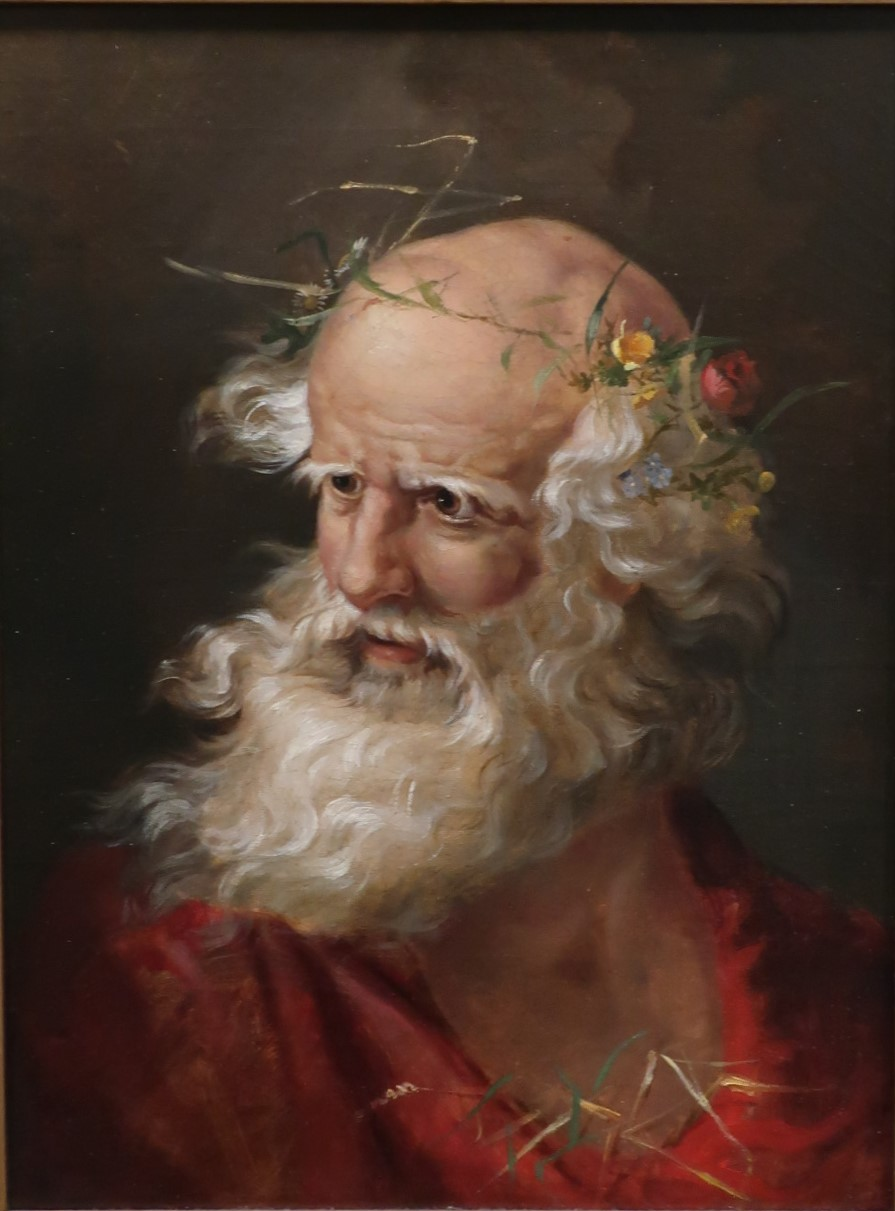
King Lear, schilderij door Lilly Martin Spencer

Koning Lear (Engelse titel: King Lear) is een toneelstuk van Shakespeare dat voor het eerst op 26 december 1606 werd opgevoerd in Whitehall Palace voor de Engelse koning Jacobus I. Shakespeare schreef het kort na Othello (1603/1604) en voor Macbeth (1606). Samen met Hamlet worden deze stukken genoemd als zijn vier grootste tragedies.
Na het herstel van de monarchie in Engeland in 1660 (zie Restauratie) werd het toneelstuk dikwijls door theatermakers gewijzigd omdat die niet hielden van de donkere, deprimerende toon. Sinds de Tweede Wereldoorlog is men het echter gaan beschouwen als een van Shakespeares grootste prestaties. De rol van Koning Lear is door vele grote acteurs gespeeld, waarbij vaak de opvatting werd nagevolgd dat deze alleen door een oudere acteur mocht worden vertolkt. Het stuk was een belangrijke inspiratiebron voor Akira Kurosawa bij het schrijven van het scenario voor Ran (1985).

## Verhaalbronnen
Shakespeares stuk is gebaseerd op verschillende verhalen over Leir of Lear, de legendarische pre-Romeinse koning van Brittannië die in de 8e eeuw v.Chr. geleefd zou hebben. Zijn voornaamste bron was waarschijnlijk een uitgave uit 1587 van The First Volume of the Chronicles of England, Scotland and Ireland, van Raphael Holinshed. Dát boek was weer gebaseerd op de Historia regum Britanniae van Geoffrey van Monmouth uit de 12e eeuw.
Het subplot over Gloucester en zijn zonen is gebaseerd op een gedicht dat tijdens het leven van Shakespeare werd geschreven: Arcadia (Chapter X) van Philip Sidney. Het verhaal wordt ook kort verteld in een episode van The Faerie Queene van Edmund Spenser (Book 2, Canto 10). Daarnaast ontleende hij aan een religieus pamflet uit 1603 de namen van de demonen die Edgar schijnbaar plagen in de vierde scène van het derde bedrijf.

## Tekst
Het stuk werd ingeschreven in het Stationers' Register op 26 november 1607, met een vermelding over de eerste opvoering: "... upon S. Stephans night at Christmas last", dus op 26 december 1606. Hoeveel eerder Shakespeare de tekst schreef is niet met zekerheid te zeggen. Dat wordt gekozen voor 1605 is gebaseerd op de registratie op 13 mei 1606 van het toneelstuk The Fleer van Edward Sharpham, waarin een scène voorkomt die sterk gelijkt op wat Shakespeare schrijft over koning Lear die de vermomde Kent in dienst neemt.
King Lear verscheen eerst in druk als kwartotekst ('Quarto') in 1608. Een aanzienlijk verschillende tekst verscheen in 1623 in de First Folio. Volgens onderzoek vertegenwoordigt de eerste tekst het stuk zoals Shakespeare het oorspronkelijk schreef, en de tweede een herziening die hij later doorvoerde. Het was niet ongewoon dat hij zijn teksten reviseerde door veel kleine aanpassingen te maken, maar in het geval van King Lear zijn de wijzigingen bijzonder ingrijpend. The Oxford Shakespeare (second edition, 2005) publiceert om die reden beide versies: de Quarto Text en de Folio Text, hoewel andere uitgevers nog steeds verkiezen om op basis van de twee versies een gecompileerde tekst te publiceren.
De eerste kwarto wordt Pied Bull Quarto genoemd. Een tweede kwarto werd samen met een aantal andere Shakespearestukken gepubliceerd in 1619, drie jaar na de dood van de auteur. Die second Quarto bevat enkele pagina's gekopieerd uit de eerste kwarto en enkele gecorrigeerde pagina's, mogelijk door Shakespeare zelf. In de First Foliotekst van 1623, mogelijk afkomstig uit een prompt book van het stuk, ontbraken 300 geschrapte regels quartoteksten, en werden er 100 nieuwe regels aan toegevoegd. Tot de verwijderde scènes behoren Lears schertsproces van Goneril en Regan, Kents kennisname van Cordelia's leed, en de dialoog van de dienaren van Gloucester nadat hij werd blind gemaakt.

## Mogelijke invloeden
- Niet lang voor Shakespeare King Lear schreef, was er sprake van een rechtszaak waarbij de oudste van drie dochters probeerde om haar vader Sir Brian Annesley krankzinnig te laten verklaren zodat ze zijn bezit in handen zou krijgen. Dit werd echter verhinderd door de jongste dochter, Cordell, die haar vader met succes verdedigde tegen de claim van haar zuster. Deze gebeurtenis zal Shakespeare mogelijk geïnspireerd hebben voor een deel van de plot.
- Een andere invloed kan het verhaal zijn van een burgemeester van Londen, William Allen, die na het verdelen van zijn bezit onder zijn drie dochters door hen in de steek gelaten werd.

## Belangrijke thema's en motieven

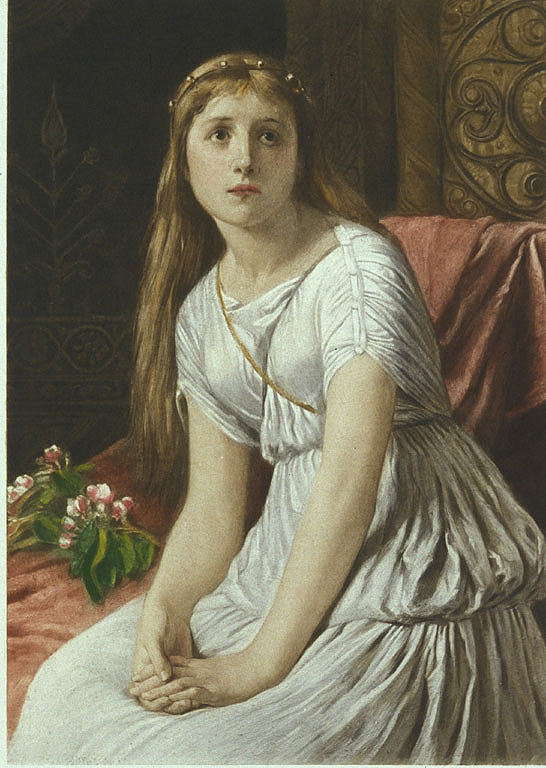
Cordelia, door William Frederick Yeames (1888)

- Rechtvaardigheid: het stuk is zo gewelddadig en vol rampen, dat zich bij de toeschouwer de vraag opdringt of er wel rechtvaardigheid bestaat op aarde. Er bestaat echter goedheid en deugdzaamheid in de persoon van Cordelia, ook al sterft ze op het einde. King Lear is geen opwekkend stuk, en zo er een boodschap in zit van rechtvaardigheid, dan is het dat het moeilijk te voorspellen zal zijn of waanzin en dood uiteindelijk over goedheid zullen triomferen.
- Autoriteit versus chaos: King Lear handelt zowel over politieke autoriteit (Lear als leider) als over de machtsverhoudingen binnen een familie (Lear als vader). Als Lears autoriteit faalt, dan zal chaos heersen over de natie en over zijn familie. Het thema van stabiliteit door autoriteit sprak Shakespeares tijdgenoten zeker aan. Elizabeth I had in 1603 haar rijk kinderloos achtergelaten, met onzekerheid over de troonopvolging als gevolg.
- Verzoening: Ondanks de duistere en ongelukkige sfeer, verzoent Lear zich uiteindelijk op een dramatische wijze met Cordelia.

## Personages
- Koning Lear is de heerser over Brittannië. Hij is een patriarchaal persoon die door een verkeerde inschatting van zijn dochters zijn eigen teloorgang tekent.
- Goneril is Lears oudste dochter en vrouw van de hertog van Albany.
- Regan is Lears tweede dochter en vrouw van de hertog van Cornwall.
- Cordelia is Lears jongste dochter.
- De Hertog van Albany[5] is Gonerils echtgenoot. Goneril veracht hem vanwege zijn zachte karakter. Later in het stuk keert hij zich tegen zijn vrouw.
- De Hertog van Cornwall[5] is Regans echtgenoot. Hij laat Lear achter op het veld tijdens een storm en steekt Gloucesters ogen uit. Na zijn aanval op Gloucester valt een van zijn dienaars hem aan en brengt hem dodelijke verwondingen toe.
- De Graaf van Gloucester[5] is Edgars vader. Hij heeft ook een bastaardkind, Edmund. Edmund stookt hem op tegen Edgar, en deze vlucht met een 'nieuwe naam', Tom of Bedlam.
- De Graaf van Kent[5] is steeds trouw aan Lear maar hij wordt verbannen door de koning nadat hij protesteerde tegen Lears behandeling van Cordelia. Hij vermomt zich en dient de koning zonder dat deze zijn echte identiteit weet.
- Edmund is Gloucesters buitenechtelijke zoon. Hij werkt samen met Goneril en Regan om zijn ambities te bevorderen. Er ontstaat een driehoeksrelatie tussen hen drieën.
- Edgar is de zoon van de graaf van Gloucester. Vermomd als Tom of Bedlam, helpt hij zijn blinde vader. Aan het eind van het stuk neemt hij de heerschappij over.
- Oswald is Gonerils bediende en wordt beschreven als een "nuttige schurk". Hij probeert Gloucester te vermoorden maar hij wordt zelf vermoord door Edgar.
- de Nar is toegewijd aan Lear en Cordelia.

## Synopsis

### Eerste bedrijf

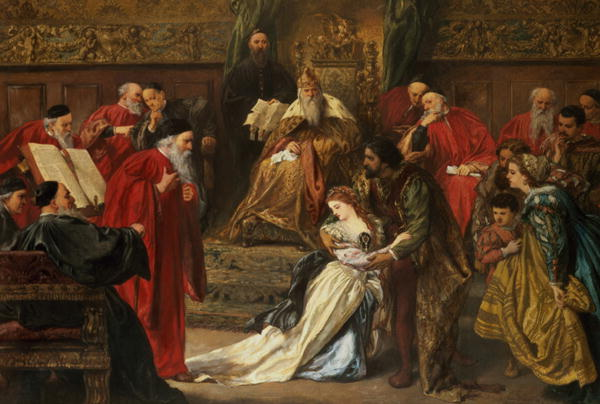
Cordelia in the Court of King Lear (1873) door John Gilbert

De graaf van Kent, de hertog van Gloucester en zijn onwettige zoon Edmund bespreken aan het hof de verdeling van het landgoed van de koning. Zij beschouwen welke van Lears schoonzonen de voorkeur geniet: de hertog van Albany of die van Cornwall.
Gloucester introduceert zijn onwettige zoon Edmund; het publiek komt te weten dat hij ook een tweede zoon heeft (Edgar) die legitiem is en dat hij van beide zonen evenveel houdt.
Koning Lear komt binnen met de Hertogen van Cornwall en Albany, Goneril, Regan, Cordelia en suppoosten. Hij vraagt Gloucester om de koning van Frankrijk en de hertog van Bourgondië te halen, die beiden interesse hebben getoond om te trouwen met Lears favoriete dochter Cordelia.
Lear zet vervolgens zijn plan uiteen in een lange toespraak.
Lear, koning van Groot-Brittannië, vindt dat hij te oud wordt om te regeren en wil zich terugtrekken uit de taken van de monarchie. Hij besluit zijn rijk te verdelen onder zijn drie dochters. Hij verkondigt dat hij het grootste aandeel zal geven aan degene die het best duidelijk kan maken van hem te houden. Stilletjes is hij van plan om zijn jongste en favoriete dochter, Cordelia, het mooiste deel van zijn rijk te schenken. Maar dan moet Cordelia wel afdoende haar liefde bepleiten.
De oudste, Goneril, spreekt eerst en verklaart haar liefde voor haar vader in zwaar aangezette bewoordingen. Geroerd door haar vleierij en nog voordat Regan (de middelste dochter) en Cordelia een kans hebben om te spreken, zegt Lear Goneril een mooi aandeel in zijn koninkrijk toe.
Regan spreekt als tweede. Lear kent vervolgens aan Regan haar aandeel toe, zodra zij heeft gesproken. Wanneer ten slotte de beurt is aan zijn jongste en favoriete dochter, Cordelia, weigert ze aanvankelijk iets te zeggen ("Niets, mijn heer"). Na aandringen van Lear (“denk toch na, van niets komt niets”) verklaart ze: “Mijn liefde is nergens mee te vergelijken. Het is de liefde van een dochter voor haar vader, niets meer en niets minder.” Daarin is ze eerlijk, maar niet zo poëtisch en zeker minder vleiend dan haar zusters. "Ik kan niet zeggen dat al mijn liefde u toekomt. Mijn zussen zeggen dat wel, maar ze zijn getrouwd, dus dat is vreemd." Lear wordt woedend, maar Cordelia weigert om haar liefdesverklaring mooier te maken dan hij is. Lear verklaart briesend dat hij Cordelia onterft en dat haar deel wordt verdeeld tussen haar zussen. Vervolgens verbant hij haar uit zijn rijk.
De graaf van Gloucester en de graaf van Kent zien dit gebeuren. Zij beseffen dat, door het opdelen van zijn rijk tussen Goneril en Regan, Lear zijn rijk feitelijk in gelijke delen toegewezen heeft aan de echtgenoten: de hertog van Albany (Gonerils echtgenoot) en de hertog van Cornwall (Regans echtgenoot). De Graaf van Kent protesteert tegen de oneerlijke behandeling van Cordelia. Dit protest drijft hij net iets te ver door; ook hij wordt ter plekke door Lear verbannen.
De hertog van Bourgondië en de koning van Frankrijk hebben beiden een oogje op Cordelia en bij Lear om haar hand verzocht. Lear roept hen bij zich en legt de situatie uit. Als hij hoort dat Cordelia onterfd is, trekt de hertog van Bourgondië zijn huwelijksaanzoek in. De koning van Frankrijk echter, is onder de indruk van Cordelia’s eerlijkheid en verbaasd dat Lear zijn favoriete dochter zo tekort heeft gedaan. Hij herhaalt zijn verzoek om Cordelia te trouwen.
Lear kondigt aan dat hij, nu hij al zijn bezittingen heeft verdeeld over Goneril en Regan, afwisselend bij Goneril en Regan en hun echtgenoten zal wonen. Een gevolg van honderd ridders zal hem vanaf nu vergezellen. Hij meldt ook dat hij én zijn gevolg door de dochters zullen moeten worden onderhouden, omdat hij immers nu al zijn bezittingen heeft weggegeven.
Goneril en Regan spreken even onder vier ogen, waaruit blijkt dat ze weinig meenden van hun verklaringen van liefde; zij zien Lear als een dwaze oude man.
In de tussentijd heeft de Graaf van Gloucester zijn bastaardzoon Edmund voorgesteld aan (de graaf van) Kent. Edmund walgt van zijn onwettelijke status en zint op een plan om zich te ontdoen van zijn halfbroer, Edgar. Hij vervalst een brief, die hij doet voorkomen als een brief van Edgar, waarin hij schrijft (als Edgar) dat hij het landgoed van zijn vader wil innemen. Zijn vader gelooft onmiddellijk in de echtheid van de brief en neemt zich voor om Edgar te straffen zodra deze zich weer vertoont.
Kent ontloopt zijn ballingschap door zich te vermommen (hij noemt zichzelf Caius) en Lear huurt hem in als dienaar.
In het huis van Albany en Goneril, waar Lear als eerste verblijft, maken Lear en Kent (als Caius) samen ruzie met Oswald, Gonerils hoofdbutler. Lear ondervindt dat Goneril hem niet meer respecteert nu ze macht heeft: zij meldt hem dat ze het aantal van honderd begeleiders te veel vindt en draagt hem op om het aantal te verkleinen. Lear wordt woedend en vertrekt met het voornemen om bij Regan in te trekken. De nar waarschuwt hem: “Het was dwaas om je bezittingen weg te geven, ik voorspel je dat Regan je niet beter zal behandelen.”

### Tweede bedrijf

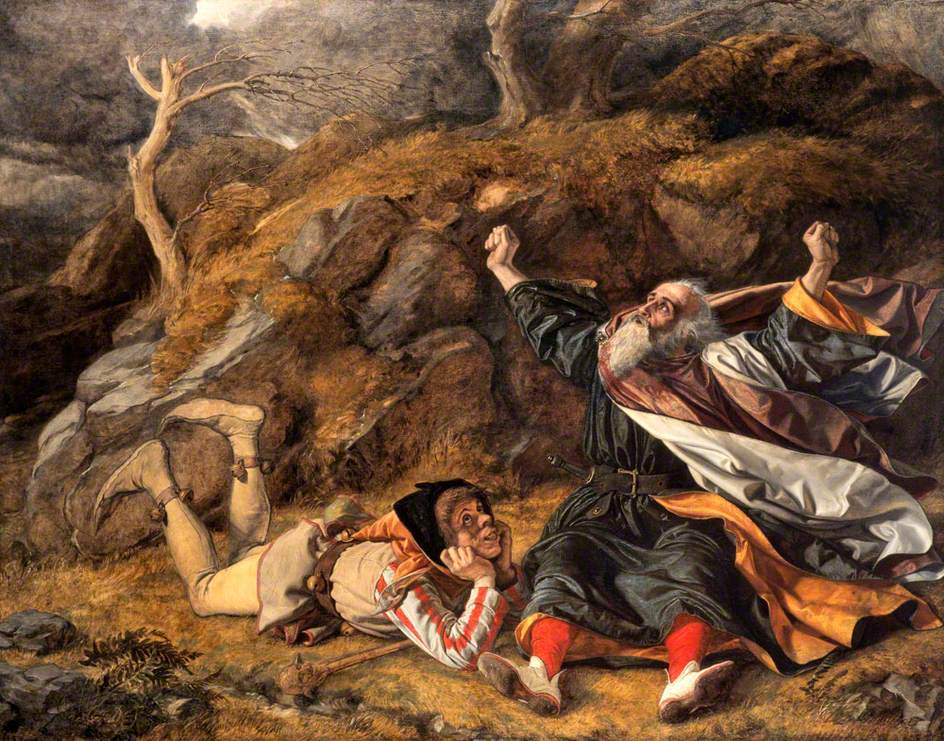
"King Lear and the Fool in the Storm" door William Dyce (1806-1864)

Edmund hoort van een hoveling dat er waarschijnlijk oorlog tussen Albany en Cornwall komt en ook dat Regan en Cornwall die avond het huis van Gloucester zullen bezoeken. Hij verwondt zichzelf met een mes en zegt zijn vader, Gloucester, dat hij is aangevallen door zijn halfbroer Edgar. Gloucester gelooft hem, onterft Edgar en verklaart hem vogelvrij.
Kent (als Caius) heeft een boodschap voor Regan van haar vader (namelijk, dat Lear op weg is met zijn gevolg, omdat hij bij Regan wil intrekken). Hij komt met de boodschap bij Gloucester en komt hier Oswald opnieuw tegen. Weer krijgen ze ruzie. Nu komen Regan en haar man Cornwall tussenbeide en slaan Caius in de boeien, niet wetend dat hij Kent in vermomming is. Wanneer Lear aankomt, maakt hij bezwaar tegen de mishandeling van zijn boodschapper, maar Regan is zo neerbuigend naar haar vader als Goneril was. Lear is woedend maar machteloos. Goneril arriveert en steunt Regan in de ruzie tegen Lear. Lear verliest zich volledig in zijn woede; hij rent naar buiten om in de storm uit te razen, vergezeld van de spottende nar. Kent/Caius komt hem achterna, om hem te beschermen in het noodweer. Gloucester protesteert bij Goneril en Regan tegen de manier waarop zij hun vader behandeld hebben.
Nu Lear zijn honderd ridders achtergelaten heeft, staat hij er alleen voor met zijn twee metgezellen: de nar en Kent/Caius.
Om de straf van zijn vader te ontlopen, heeft Edgar zich vermomd als een dwaas genaamd Tom O’Bedlam (die in veel vertolkingen in zijn onderbroek loopt). De vier treffen elkaar op de heide van Dover. Kent leidt het gezelschap naar een schuilplaats, weg van de gevaarlijke kliffen en het noodweer.

### Derde bedrijf
Edmund verraadt Gloucester aan Goneril en Regan. Hij verklaart bewijs te hebben dat Gloucester weet van een naderende Franse invasie, met het doel de troon terug te veroveren en Lear weer aan de macht te brengen en dat Gloucester samenspant met de Fransen. Slechts een deel daarvan klopt: er is inderdaad een Frans leger geland in Groot-Brittannië. Als Edmund vertrokken is om ook Albany en Goneril te waarschuwen over de invasie, laten Regan en Cornwall Gloucester arresteren en steken hem de ogen uit. Een van de bedienden is hier getuige van; hij is zo van streek dat hij Cornwall aanvalt en doodt. Vervolgens doodt Regan de bediende en vertelt Gloucester dat Edmund hem verraden heeft. Daarna stuurt ze de blinde Gloucester het huis uit, de heide van Dover op.

### Vierde bedrijf

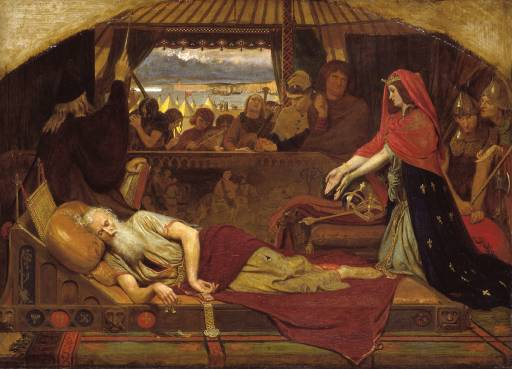
Lear en Cordelia gevangengenomen door de Fransen (Ford Madox Brown, 1849)

Edgar (in zijn vermomming als de dwaze Tom O’Bedlam) komt op de heide zijn vader tegen. Edgar/Tom verdraait zijn stem zodanig dat zijn vader Gloucester, die niet meer kan zien, hem niet herkent. Gloucester vraagt hem om hem naar het randje van de kliffen te leiden, zodat hij zich eraf kan werpen. Tom stemt toe, al is hij niet van plan om zijn vader zelfmoord te laten plegen.
Albany walgt van de manier waarop Lear en Gloucester zijn behandeld door Regan en haar man — hij vertelt zijn vrouw Goneril wat er gebeurd is.
Goneril ontdekt dat ze Edmund aantrekkelijker vindt dan haar eerlijke man Albany, die ze als laf beschouwt.
Goneril hoort over Cornwalls dood en vreest plotseling dat haar zus, nu weduwe geworden, Edmund zal verleiden. Ze geeft Oswald een brief voor Edmund mee (met de strekking “Liefste Edmund, als je mijn man vermoordt zal ik met je trouwen”).
Op de heide wordt eindelijk Kents reden van de vermomming duidelijk: nu Edgar/Tom vertrokken is om Gloucester naar de kliffen te leiden, is Kent/Caius alleen met Lear. Hij leidt Lear (die inmiddels bijna gek is) richting het Franse leger en zodoende richting Cordelia (die immers inmiddels getrouwd is met de koning van Frankrijk en dus bij het Franse leger aanwezig is). Nu blijkt dat Kent en Cordelia, hoewel ze beiden bijzonder slecht door Lear behandeld zijn, hem trouw zijn gebleven.
Regan meldt zich bij haar zus Goneril en diens man Albany. Zij haalt hen over om hun legers samen te voegen, om te proberen de Fransen te verslaan. Regan komt erachter dat Oswald een brief van Goneril voor Edmund bij zich heeft en ze raadt naar de inhoud. Haar zus blijkt gelijk te hebben gehad: Regan bekent aan Oswald dat zij vindt dat ze veel beter bij Edmund zou passen dan haar zus.
Edgar doet alsof hij Gloucester naar een klif leidt; Gloucester springt (en valt niet, want ze waren nog ver van de rand verwijderd). Edgar verandert zijn stem en doet nu alsof hij iemand is die op het strand wandelde en dat hij Gloucester heeft zien springen. Hij zegt dat Gloucester een grote val op wonderbaarlijke wijze heeft overleefd.
Lear verschijnt, onderhand helemaal gek. Hij raaskalt dat de hele wereld beschadigd is en loopt af.
Oswald verschijnt, op zoek naar Edmund. Hij ziet Gloucester en uit loyaliteit voor Regan probeert hij hem te vermoorden; Edgar houdt hem tegen en doodt hem.
In Oswalds zak vindt Edgar Gonerils brief, waarin ze Edmund aanmoedigt om haar echtgenoot te doden en haar tot vrouw te nemen.
Kent en Cordelia ontfermen zich over Lear, waarna zijn waanzin zakt.
Regan, Goneril, Albany en Edmund en hun strijdkrachten ontmoeten elkaar. Albany dringt erop aan dat zij de Franse indringers verslaan, maar Lear of Cordelia geen kwaad doen.
De twee zussen verlangen naar Edmund, die aan beiden beloften heeft gedaan. Edmund overpeinst zijn dilemma en plant de dood van Albany, Lear en Cordelia.
Edgar geeft Gonerils brief aan Albany (die het slachtoffer van het complot had moeten zijn).
De legers ontmoeten elkaar in de strijd, de Britten verslaan de Fransen, en Lear en Cordelia worden gevangengenomen. Edmund stuurt Lear en Cordelia weg, maar hij stuurt er iemand achteraan met de geheime opdracht om Cordelia te doden.

### Vijfde bedrijf
De Britse legerleiders ontmoeten elkaar na de overwinning en Regan verklaart, nu ze weduwe geworden is, met Edmund te trouwen. Echter, Albany maakt het bedrog van Edmund en Goneril bekend en stelt dat Edmund een verrader is. Dan blijkt dat Goneril haar zus heeft vergiftigd; Regan valt neer en sterft. Edmund daagt Albany uit voor een duel. Edgar verschijnt met masker en harnas (in sommige interpretaties: verschijnt als Tom) en daagt zijn halfbroer Edmund uit voor een duel. Echter, niemand herkent hem. Edgar verwondt zijn broer ernstig, maar deze overlijdt niet meteen.
Albany confronteert Goneril met de brief die bedoeld was als doodvonnis voor Albany; vol schaamte en woede vlucht ze en ze pleegt zelfmoord.
Edgar doet zijn masker af en maakt zich bekend. Hij meldt dat Gloucester dood is.
Edmund, stervende, besluit (hoewel tegen zijn natuur) dat hij zal proberen Lear en Cordelia te redden. Zijn inkeer komt te laat, want Lear komt binnen met Cordelia’s lichaam in zijn armen. Hij vertelt dat hij de aanslag die door Edmund op touw gezet was heeft overleefd door de aanvaller te doden. Deze had toen echter Cordelia al gedood en Lear ernstig verwond. Caius verschijnt en maakt zich bekend: nu herkent Lear hem als Kent.
Albany dringt er bij Lear op aan om zijn troon terug te claimen, maar Lear is te zeer verzwakt door de aanval en sterft. Dan vraagt Albany Kent en Edgar om de troon op te eisen. Kent weigert. Albany besluit dat hij zelf koning wordt. (of, in andere versies: Edgar stemt toe om koning te worden).
Behalve de subplot van de Graaf van Gloucester en zijn twee zoons, was het tragische einde van Cordelia en Lear een belangrijke afwijking van het traditionele verhaal. Shakespeare werd hierom tijdens de 18e en 19e eeuw fel bekritiseerd. Er werden zelf alternatieve einden (happy ends) geschreven en opgevoerd waarin de hoofdpersonages overleefden en Edgar en Cordelia trouwden.

## Nederlandse vertalingen
- 1791: Maria Geertruid de Cambon
- 1861: W. van Loon
- 1873: Abraham Seyne Kok
- 1891: Leendert Burgersdijk
- 1907: Emiel Lauwers
- 1913: Adriaan Roland Holst
- 1963: Cees Buddingh
- 1967: Willy Courteaux
- 1968: Hugues C. Pernath (ongepubliceerd)
- 1969: Evert Straat
- 1979: Jan Decorte (ongepubliceerd)
- 1990: Gerrit Komrij
- 1993: Hugo Claus
- ... : Jan Jonk
- 2000: Frank Albers
- 2013: H.J. de Roy van Zuydewijn

## Trivia
- "King Lear" is ook de bijnaam van Pim Lier, de halfbroer van koningin Juliana der Nederlanden.
- Re Lear (koning Lear) is een Italiaanse opera-libretto in vier bedrijven, geschreven in 1853-1855 door Antonio Somma. De bedoeling was dat Giuseppe Verdi er muziek bij zou componeren, maar Verdi's plannen werden nooit verwezenlijkt. Naar aanleiding hiervan maakte de Holland Opera in 2019 ter ere van hun 25-jarig bestaan een nieuwe opera met originele Shakespeare-teksten, muziek uit Verdi's Macbeth, Otello en Requiem en nieuwe composities van Fons Merkies.
- Componisten Aribert Reimann en Aulis Sallinen voltooiden wel opera's op het thema van Lear (gebruikmakend van andere tekstschrijvers).